# Jacques de Bascher
Jacques de Bascher, né le 8 juillet 1951 à Saïgon (Indochine française) et mort le 3 septembre 1989 à l'hôpital de Garches, est un dandy parisien, membre de la jet set française, qui fut le compagnon de Karl Lagerfeld de 1971 à sa mort et l'amant d'Yves Saint Laurent en 1973.

## Biographie
Membre de la famille de Bascher, Jacques de Bascher est le fils d'Antony de Bascher  (1909-1975), gouverneur de la province de Cholon au Viêt Nam, puis à sa rentrée en France en 1955, cadre au service assurance de Shell. Sa mère, née Armelle Petit, descend d'une lignée de grands propriétaires terriens du Limousin. Jacques de Bascher a deux frères et deux sœurs ; il est l'avant-dernier. Son enfance se passe dans un milieu catholique bourgeois, entre un appartement à Neuilly-sur-Seine, boulevard du Commandant-Charcot, qui donne sur le bois de Boulogne, et les châteaux de Beaumarchais près de Saint-Gilles-Croix-de-Vie, et de la Berrière près de Nantes. Il poursuit ses études au petit lycée Pasteur, puis au lycée Janson-de-Sailly, et enfin au lycée Charlemagne.
À vingt ans, il fait son service militaire dans la Marine nationale. « Multipliant les provocations » sexuelles, il purge un mois de prison au camp d'Arue, à Tahiti, tenu par la Légion étrangère.
Rentré à Paris, il fréquente quelques mois la faculté d'Assas et devient steward pour Air France en 1972, mais ce sont surtout les clubs en vogue qui l'attirent. Selon Gilles Martin-Chauffier, pendant quinze ans, Jacques de Bascher « a évolué comme un serpent dans l’herbe » entre les jardins des Tuileries, les cinq-étoiles, les backrooms parisiens, Le Palace, la rue Sainte-Anne (Le Sept), La Main bleue à Montreuil, le château de sa famille et les grandes fêtes du milieu de la mode. C'est ainsi qu'il rencontre, à l'âge de 21 ans, Karl Lagerfeld au Nuage, puis au Sept. Quelques mois plus tard, après que Jacques de Bascher a démissionné d'Air France, ils vont vivre une relation complexe et platonique, faite de sentiments amoureux et d’estime réciproque, jusqu'en 1989, sans jamais partager le même appartement,. Karl Lagerfeld apprécie la vaste culture littéraire de Bascher, son impertinence, son allure aristocratique et sa façon de s'habiller.
Fin 1973, Yves Saint Laurent, à l'époque encore compagnon de Pierre Bergé, tombe amoureux de Jacques de Bascher. Alors que Karl Lagerfeld ferme les yeux, Yves Saint Laurent et Jacques de Bascher ont une liaison déséquilibrée et destructrice. Pierre Bergé menace Bascher, qui met fin de lui-même à cette liaison. À leur rupture, commence une « descente aux enfers » pour Yves Saint Laurent.

### Mort
En 1984, Jacques de Bascher se découvre positif au test du VIH.
Il meurt des suites du sida à l'hôpital de Garches en 1989, veillé par Karl Lagerfeld, qui avait fait installer un lit d'appoint à son chevet.
La messe d'obsèques a lieu dans l'intimité familiale à la chapelle du cimetière du Père-Lachaise, puis une seconde messe est célébrée à la chapelle du Mée-sur-Seine, où Karl Lagerfeld possédait alors une propriété, en présence de la famille de Bascher, et d'amis, dont son éphémère fiancée d'autrefois, la princesse Diane de Beauvau-Craon. Kenzo n'a pas le cœur de s'y rendre. Une messe sera également célébrée dans la chapelle du château de La Berrière, propriété de la famille de Bascher.
En 1985, Karl Lagerfeld achète près de Hambourg une maison qu'il nomme Villa Jako en sa mémoire. Il lance en 1998 un parfum baptisé Jako.
« Boire, se droguer, faire l’amour et bien s’habiller auront constitué la vie de comète de Jacques de Bascher, parangon jusqu’à la caricature du petit monde des arts et de la mode parisienne des années 70 et 80 […], personnage proustien, dilettante et fourbe, une allure émaciée, une fine moustache rétro, habillé comme un prince viscontien ».

## Dans la fiction
Dans les deux biopics consacrés à Yves Saint Laurent en 2013 et 2014, le personnage de Jacques de Bascher est interprété par Xavier Lafitte (Yves Saint Laurent de Jalil Lespert) et Louis Garrel (Saint Laurent de Bertrand Bonello).
Dans la série télévisée Becoming Karl Lagerfeld, diffusée en 2024, Jacques de Bascher est interprété par Théodore Pellerin.
En 2023, Gabriel Marc écrit et interprète un monologue dramatique qui retrace la vie de Jacques de Bascher.